# إيمانويل لوسيرو
إيمانويل لوسيرو (بالإسبانية: Emmanuel Lucero)‏ مواليد 3 نوفمبر 1978 في مدينة مكسيكو، المكسيك، هو ملاكم محترف مكسيكي يصنف ضمن فئة وزن الريشة.

## إحصائيات
خاض خلال مسيرته 36 نزالا، فاز في 26 وتعادل في 1 وخسر في 10. فاز بالضربة القاضية في 14 نزالا.